# Al-Buira
Al-Buira (en árabe البويرة al-Būīra; en bereber cabilio, ⵜⵓⴱⵉⵔⴻⵜ Tubiret; en francés, Bouira) es una ciudad en el norte de Argelia, capital de la provincia del mismo nombre. 
Está localizada en el centro geográfico de la provincia, a 119 km de Argel. Limita con el municipio de Ait Laziz al norte, Aïn Turk en el nordeste, Aïn El Hadjar en el este, El Hachimia al sudeste, Oued El Berdi al sur, El Asnam al sudoeste, Haizer al oeste y Taghzourt al noroeste.
Se ubica al suroeste de las montañas de la Gran Cabilia, cerca de la cuenca del Isser y el wadi Soummam.
A una altitud de 525 metros, se encuentra en el valle del río Sahel, dominada al norte por la montaña rocosa Tikejda, perteneciente al macizo del Djurdjura.
La ciudad, históricamente sitio de descanso de las caravanas, debe posiblemente su nombre a vou iran", "el lugar de los leones". En 1974 fue elevada a capital de la wilaya del mismo nombre.
Su población creció rápidamente desde entonces: de 18200 habitantes en 1954 y 16600 en 1996 pasó a 36500 en 1987, 52500 en 1998 y según lo registrado en el censo de 1998 a 75086 habitantes, favorecida por el paso del oleoducto que transporta petróleo del Sahara a Argel.
Cuenta con un centro de estudios superiores, la Universidad Mohand Oulhadj. 
Si bien la persistente actividad terrorista islámica en las montañas de la región de Cabilia (Buira y las wilayas de Burmerdes, Tizi Uzu y Bugía) representa una amenaza significativa no ha conseguido adhesión significativa de la población. A la sostenida inversión pública destinada a asegurar ese resultado, ha seguido una creciente inversión privada que hace prever a algunos analistas que al-Buira dejará de ser un foco terrorista y se convertirá en un modelo de como transformar una zona problemática en una región potencialmente próspera.
Los recursos económicos de la región que la rodea se basan fundamentalmente en la explotación de olivares, el cultivo de cereales y algunos viñedos.
Está hermanada con la ciudad francesa de Roubaix.